# Achryson undulatum
Achryson undulatum é uma espécie de coleóptero da tribo Achrysonini (Cerambycinae); com distribuição na Argentina, Bolívia, Brasil, Paraguai e Uruguai.

## Sistemática
- Ordem Coleoptera
  - Subordem Polyphaga
    - Infraordem Cucujiformia
      - Superfamília Chrysomeloidea
        - Família Cerambycidae
          - Subfamília Cerambycinae
            - Tribo Achrysonini
              - Gênero Achryson
                - A. undulatum Burmeister, 1865